# General Motors

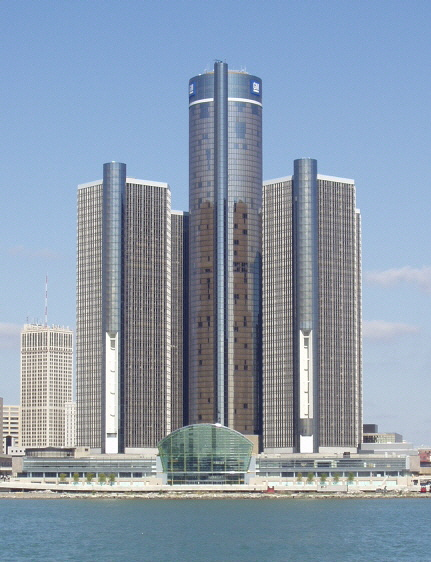
Trụ sở GM tại Detroit, Michigan, Hoa Kỳ

General Motors Corporation (GM) là một hãng sản xuất ô tô Hoa Kỳ, đóng trụ sở ở Detroit, tiểu bang Michigan, Hoa Kỳ. Đây đã là hãng sản xuất ô tô lớn thứ nhì thế giới, sau Toyota theo xếp hạng doanh số toàn cầu năm 2008.

GM đã là hãng có doanh số ô tô hàng đầu trong 77 năm liên tục từ năm 1931 đến 2007. Hãng này sản xuất xe hơi và xe tải tại 34 quốc gia. GM sử dụng 244.500 nhân công trên toàn thế giới, bán và cung cấp xe dịch vụ ở 140 quốc gia. Năm 2008, 8,35 triệu chiếc xe hơi và xe tải của GM đã được bán ra trên toàn cầu dưới các thương hiệu Buick, Cadillac, Chevrolet, GMC, Opel, Vauxhall, Holden và Wuling.
Cuối năm 2008, GM cùng với Chrysler đã nhận được khoản vay của chính quyền Hoa Kỳ, Canada, và Ontario để tránh phá sản do suy thoái kinh tế cuối thập niên 2000, khủng hoảng giá dầu mỏ cuối thập niên 2000, quản lý tồi và cạnh tranh khốc liệt (xem khủng hoảng ngành ô tô 2008-2009).
Ngày 20 tháng 2 năm 2009, bộ phận Saab của GM đã đệ đơn xin tái tổ chức trong một phiên toà ở Thuỵ Điển sau khi bị từ chối các khoản vay từ chính phủ Thụy Điển.
General Motors (GM) đã chính thức nộp đơn xin bảo hộ phá sản lên tòa án ở khu Hạ Manhattan, thành phố New York vào đầu giờ sáng ngày 1 tháng 6 giờ địa phương, (tối 1 tháng 6 theo giờ Hà Nội).
Theo nội dung đơn, GM có tài sản 82,3 tỷ USD và gánh khoản nợ 172,8 tỷ USD. Với số tài sản này, theo danh sách mà tạp chí Fortune của Mỹ liệt kê, GM đã ghi danh vào lịch sử với vụ phá sản lớn nhất từng có của một doanh nghiệp sản xuất công nghiệp tại Mỹ, đồng thời là vụ phá sản lớn thứ tư trong lịch sử doanh nghiệp nói chung của nước này sau các vụ phá sản của các công ty Lehman Brothers Holdings Inc., Washington Mutual và WorldCom Inc.
Chủ nợ lớn nhất của General Motors là Công ty Wilmington Trust, đại diện cho một nhóm trái chủ nắm giữ 22,8 tỷ USD trái phiếu doanh nghiệp do GM phát hành, kế tiếp là Nghiệp đoàn Công nhân ôtô Mỹ (UAW), đại diện của các công nhân làm việc cho GM, đối tượng mà GM còn chịu các nghĩa vụ nợ với tổng trị giá 20,6 tỷ USD. Nhân vật chính thúc đẩy GM tới lựa chọn phá sản là Tổng thống Mỹ Barack Obama, ông tin rằng, việc quốc hữu hóa tạm thời hãng xe từng là biểu tượng của chủ nghĩa tư bản Mỹ sẽ giúp cứu được hãng xe này khỏi những kết cục tồi tệ nhất.
Chính phủ Hoa Kỳ sẽ rót thêm cho GM 30 tỷ USD, ngoài khoản gần 20 tỷ USD đã bơm từ trước, và giành lấy 60% cổ phần của hãng xe này. Đây được xem là vụ can thiệp lớn bất thường của Chính phủ Mỹ vào ngành công nghiệp nước này. Chính phủ Canada sẽ nắm giữ 12% cổ phần trong GM mới, UAW nắm 17,5%, còn các trái chủ của GM nhận được 10%.